# Хёгер, Марко
Ма́рко Хёгер (нем. Marco Höger; род. 16 сентября 1989, Кёльн, ФРГ) — немецкий футболист, опорный полузащитник с опытом игры на правом фланге обороны, выступает за «Вальдхоф».

## Карьера
Хёгер начинал карьеру в академиях «Байера» и «Алеманнии». В 2008 году он стал игроком резервной команды «Алеманнии», за которую 17 августа 2008 года дебютировал на уровне пятой лиги в матче против «Германии Виндек». За первую команду он дебютировал 6 марта 2010 года в матче Второй Бундеслиги против «Энерги». 26 мая 2010 года Хёгер подписал первый профессиональный контракт с «Алеманией» на два года.
8 июня 2011 года было объявлено о переходе Хёгера в «Шальке 04», с которым игрок подписал контракт до 2014 года. 23 июля 2011 года Хёгер дебютировал за новый клуб в победном матче за Суперкубок Германии против дортмундской «Боруссии». 6 августа Хёгер впервые сыграл в Бундеслиге в гостевом матче против «Штутгарта» (0:3). Первый гол в Бундеслиге Хёгер забил 28 января 2012 года в гостевом матче против «Кёльна» (4:1). Его второй гол за «Шальке» оказался победным в Рурском дерби (2:1), которое состоялось 20 октября 2012 года в Дортмунде. 6 января 2013 года Хёгер продлил контракт с «Шальке 04» до 2016 года.
22 февраля 2016 года было объявлено о переходе Хёгера в «Кёльн» в предстоящее летнее трансферное окно. В составе клуба из родного города он провёл 106 официальных матчей и помог выиграть Вторую Бундеслигу в сезоне 2018/19. Хёгер покинул «Кёльн» в качестве свободного агента по окончании сезона 2020/21.
В августе 2021 года Хёгер подписал контракт с «Вальдхофом» из Третьей лиги.

## Достижения
- Обладатель Суперкубка Германии: 2011
- Победитель Второй Бундеслиги: 2018/19